# Pomeriggio

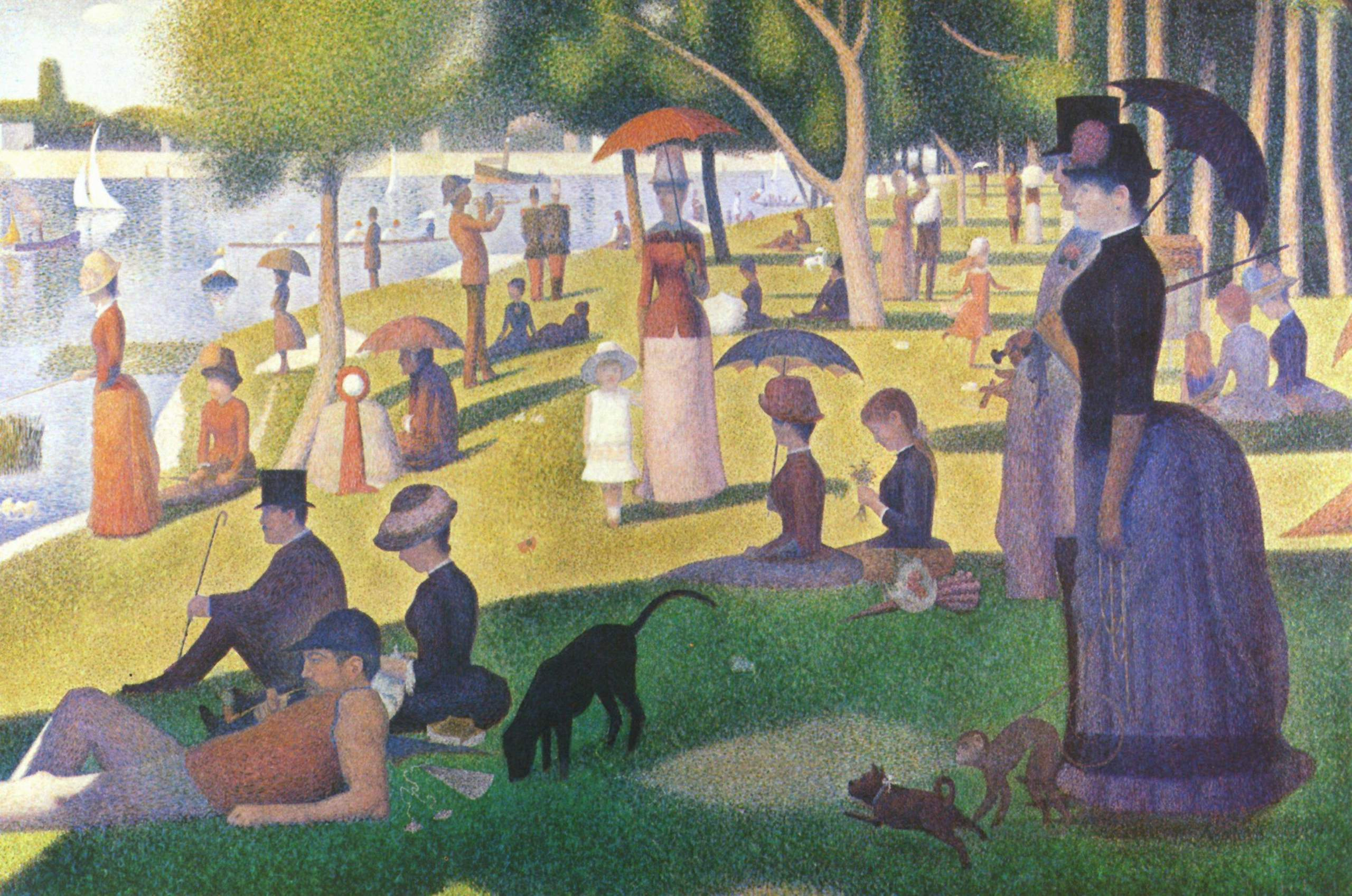
"Una domenica pomeriggio sull'isola della Grande-Jatte". Dipinto di Georges Seurat

Il pomeriggio è la parte della giornata che intercorre fra le tredici e fra le diciannove corrispondente al terzo quarto dell'ideale partizione delle 24 ore giornaliere. Il termine deriva dal latino "post meridiem", letteralmente "dopo mezzogiorno". Le ore pomeridiane sono convenzionalmente comprese nell'arco tra le 13:00 e le 19:00.

## Indicazione oraria pomeridiana
Nel sistema italiano e centro-europeo le ore pomeridiane (intese da mezzogiorno a mezzanotte) sono quasi sempre indicate con una numerazione che va da 13 a 23, con la ventiquattresima ora indicata dallo 0. Nel sistema statunitense e anglosassone esse vengono spesso indicate con una successione di numeri che, ripetendo le ore antimeridiane (AM), prendono l'aggiunta del suffisso PM (post meridiem - da 1 a 12) per distinguersi dalle omonime.
Però, di solito, nel linguaggio quotidiano si intende il periodo di tempo compreso tra il mezzogiorno e il tramonto.

## Terminologia nel mondo

### Inglese
Mezzogiorno è definito come l'ora in cui il sole raggiunge il suo punto più alto nel cielo, ma il confine tra pomeriggio e sera non ha una definizione standard. Tuttavia, prima di un periodo di transizione dal XII al XIV secolo, noon si riferiva invece alle ore 15:00. Le possibili spiegazioni includono lo spostamento degli orari per le preghiere e i pasti di mezzogiorno, lungo i quali è stato definito un concetto di mezzogiorno (noon), e quindi il pomeriggio (afternoon) si sarebbe riferito a un arco di tempo più ristretto.
La parola afternoon, che deriva da after e noon, ed è attestata a partire dall'anno 1300 circa; L'inglese medio conteneva sia afternoon che il sinonimo aftermete. La frase standard era at afternoon nel XV e XVI secolo, ma da allora è cambiata in the afternoon. Nei dialetti inglesi americani, la parola evening è talvolta usata per comprendere tutti gli orari tra mezzogiorno e mezzanotte. La lingua irlandese contiene quattro parole diverse per scandire gli intervalli di tempo dal tardo pomeriggio al calare della notte; questo periodo è considerato mistico. Metaforicamente, la parola afternoon si riferisce a un periodo relativamente tardo nell'arco del tempo o della vita.
L'equivalente del pomeriggio della Terra su un altro pianeta si riferirebbe al tempo in cui la stella principale di quel sistema planetario si troverebbe in discesa dal suo meridiano fondamentale, visto dalla superficie del pianeta.

### In altre lingue
- Arabo: بَعْدَ الظُهْر
- Ceco: odpoledne
- Cinese: 下午
- Coreano: 오후
- Croato: poslijepodne
- Danese: eftermiddag
- Finlandese: iltapäivä
- Francese: après-midi
- Giapponese: 午後
- Greco: απόγευμα
- Norvegese: ettermiddag
- Olandese: middag
- Polacco: popołudnie
- Portoghese brasiliano: tarde
- Portoghese Europeo: tarde
- Romeno: după-amiază
- Russo: день
- Spagnolo europeo: tarde
- Spagnolo: tarde
- Svedese: eftermiddag
- Tedesco: Nachmittag
- Thailandese: ตอนบ่าย
- Turco: öğleden sonra
- Ucraino: пообідній час
- Vietnamita: buổi chiều

## Eventi

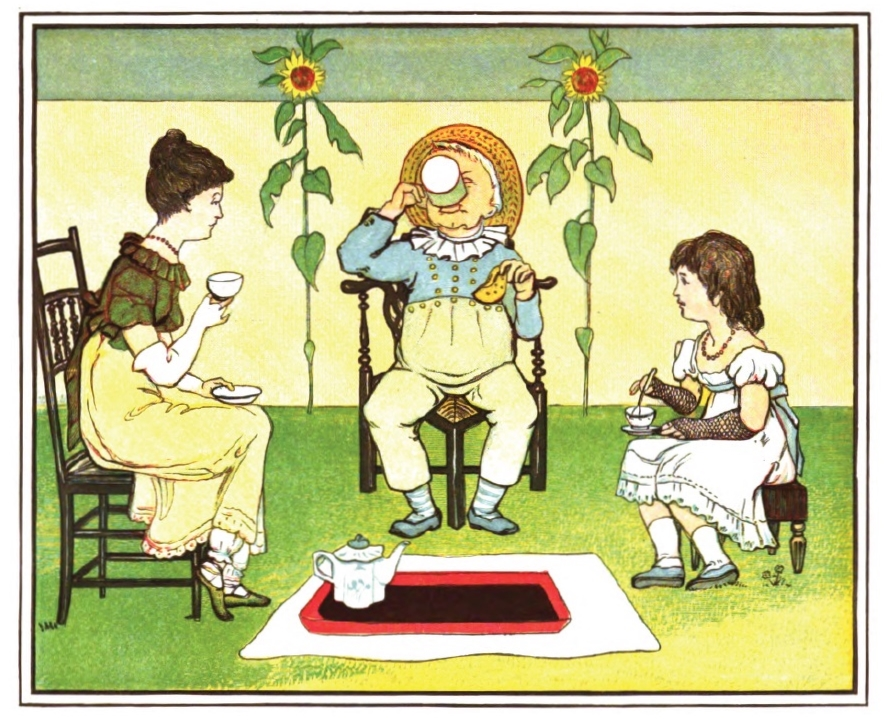
Tè pomeridiano, 1880, John George Sowerby e Henry Hetherington Emmerson.

Il pomeriggio è il momento in cui il sole scende dal suo picco diurno. Durante il pomeriggio, il sole si sposta approssimativamente dal centro del cielo verso il profondo ovest. Nel tardo pomeriggio la luce del sole è particolarmente intensa e abbagliante, perché il sole si trova ad un angolo basso nel cielo. L'orario di lavoro standard nella maggior parte dei paesi industrializzati va dalla mattina al tardo pomeriggio o alla prima serata – archetipicamente, dalle 9:00 alle 17:00 – quindi l’ultima parte di questo tempo si svolge nel pomeriggio. Le scuole di solito lasciano uscire gli studenti intorno alle 15:00 a metà pomeriggio. In Danimarca, il pomeriggio è considerato tra le 13:00 e le 17:00.

## Effetti sulla vita

### Ormoni
Negli animali diurni, è tipico che i livelli ematici dell’ormone cortisolo – che viene utilizzato per aumentare lo zucchero nel sangue, aiutare il metabolismo e viene prodotto anche in risposta allo stress – siano più stabili nel pomeriggio dopo essere diminuiti durante la mattinata. Tuttavia, i livelli di cortisolo sono anche i più reattivi ai cambiamenti ambientali non legati al sonno e alla luce del giorno durante il pomeriggio. Di conseguenza, quest’ora del giorno è considerata ottimale per i ricercatori che studiano lo stress e i livelli ormonali. Le piante generalmente raggiungono i livelli fotosintetici più elevati durante la giornata a mezzogiorno e nel primo pomeriggio, a causa dell'elevata angolazione del sole nel cielo. La grande proliferazione dei raccolti di mais sulla Terra ha causato piccole e innocue fluttuazioni nel normale andamento dei livelli atmosferici di anidride carbonica, poiché queste colture fotosintetizzano grandi quantità di anidride carbonica durante questi periodi e questo processo diminuisce bruscamente durante il tardo pomeriggio e la sera.

### Temperatura corporea
Negli esseri umani, la temperatura corporea è tipicamente più alta tra la metà e il tardo pomeriggio. Tuttavia, gli atleti umani sottoposti a test di vigore fisico su macchine per esercizi non hanno mostrato differenze statisticamente significative dopo pranzo. Si consiglia solitamente ai proprietari di allevamenti intensivi di utilizzare edifici con un orientamento est-ovest (in contrapposizione a nord-sud) per ospitare il loro bestiame, perché un orientamento est-ovest generalmente significa muri più spessi a est e ovest per accogliere l'angolo acuto del sole ed un intenso bagliore nel tardo pomeriggio. Quando questi animali hanno troppo caldo infatti, è più probabile che diventino bellicosi e improduttivi.

### Allerta
Il pomeriggio, soprattutto il primo pomeriggio, è associato ad un calo in una varietà di aree del funzionamento cognitivo e produttivo umano. In particolare, gli incidenti automobilistici si verificano più frequentemente nel primo pomeriggio, quando presumibilmente i guidatori hanno appena finito di pranzare. Uno studio sugli incidenti automobilistici avvenuti in Svezia tra il 1987 e il 1991 ha rilevato che l'orario intorno alle 17 ha registrato di gran lunga il maggior numero di incidenti: circa 1.600 alle 17:00, rispetto a circa 1.000 ciascuno alle 16 e alle 18. Questa tendenza potrebbe essere stata influenzata dall'ora di punta pomeridiana, ma l'ora di punta mattutina ha mostrato un aumento molto minore. In Finlandia, gli incidenti nel settore agricolo sono più comuni nel pomeriggio, in particolare il lunedì pomeriggio del mese di settembre.
Un professore di psicologia che studiava i ritmi circadiani ha scoperto che i suoi studenti avevano risultati un po’ peggiori agli esami nel pomeriggio che al mattino, ma anche peggiori la sera. Nessuna di queste differenze, tuttavia, era statisticamente significativa. Quattro studi condotti nel 1997 hanno rilevato che i soggetti a cui sono stati sottoposti test sulla differenziazione dei segnali stradali avevano tempi di reazione più lunghi quando venivano testati alle 15:00 e alle 18:00 rispetto alle 9:00 e alle 12:00. Queste tendenze si riscontrano in tutti e quattro gli studi e per questioni sia complesse che astratte. Tuttavia, un ricercatore con sede nel Regno Unito non è riuscito a trovare alcuna differenza nella prestazione su oltre 300.000 prove d'esame di livello A sostenute sia al mattino che al pomeriggio.
La produttività umana diminuisce abitualmente nel pomeriggio. Le centrali elettriche hanno mostrato riduzioni significative della produttività nel pomeriggio rispetto al mattino, le differenze maggiori si sono verificate il sabato e quelle minori il lunedì. Uno studio degli anni '50 che ha coinvolto due operaie per sei mesi ha rilevato che la loro produttività era inferiore del 13% nel pomeriggio, mentre il momento meno produttivo era l'ultima ora di lavoro. È stato riassunto che le differenze derivano da pause personali e attività improduttive sul posto di lavoro. Un altro studio più ampio ha rilevato che i cali pomeridiani della produttività erano maggiori durante i turni di lavoro più lunghi.
Non tutti gli esseri umani condividono ritmi circadiani identici. In uno studio condotto in Italia e Spagna gli studenti hanno compilato un questionario, quindi li hanno classificati su una scala "mattina-sera" (morningness–eveningness questionnaire, MEQ, sviluppato dai ricercatori James A. Horne e Olov Östberg nel 1976). I risultati sono stati una curva a campana abbastanza standard. I livelli di attenzione nel corso della giornata avevano una correlazione significativa con i punteggi del questionario. Tutte le categorie di partecipanti – tipi serali, mattutini e intermedi – avevano livelli elevati di attenzione dalle 14:00 alle 20:00 circa, ma al di fuori di questo lasso di tempo i loro livelli di attenzione corrispondevano ai loro punteggi.